# De stilte voorbij
De stilte voorbij is het eerste studioalbum van de Nederlandse band Abel, uitgebracht in 2000.

## Nummers
| Nr. | Titel               | Schrijver(s)    | Duur |
| --- | ------------------- | --------------- | ---- |
| 1.  | 3 dagen zon         | Joris Rasenberg | 3:15 |
| 2.  | Neem me mee         | Joris Rasenberg | 3:30 |
| 3.  | Onderweg            | Joris Rasenberg | 3:08 |
| 4.  | De stilte voorbij   | Joris Rasenberg | 4:15 |
| 5.  | Wachten op jou      | Joris Rasenberg | 3:32 |
| 6.  | Zonder een woord    | Joris Rasenberg | 3:23 |
| 7.  | Als ik je zie       | Joris Rasenberg | 3:20 |
| 8.  | Met de deur op slot | Joris Rasenberg | 4:29 |
| 9.  | Hoezeer je wil      | Joris Rasenberg | 2:19 |
| 10. | Onderuit            | Joris Rasenberg | 2:22 |
| 11. | Tot het je raakt    | Joris Rasenberg | 3:43 |